# The Oxford History of Christian Worship
The Oxford History of Christian Worship es un libro de no ficción de 2006 publicado por Oxford University Press. Editado por Geoffrey Wainwright y Karen B. Westerfield Tucker, comprende ensayos académicos sobre las prácticas de adoración cristiana. La cobertura es principalmente histórica y abarca desde los orígenes del culto cristiano hasta la era moderna, con referencia a una variedad de denominaciones y tradiciones. También contiene una discusión sobre el impacto que tuvieron varias teologías en las prácticas de adoración cristiana.

## Contenido
The Oxford History of Christian Worship comprende 34 capítulos que cubren la historia y las prácticas del culto cristiano. Incluyendo a los dos editores, los capítulos están escritos por 38 autores internacionales de diferentes orígenes sectarios.
Los temas abarcan desde la era apostólica hasta el período moderno, con una cobertura que incluye el culto entre el cristianismo medieval occidental y oriental, el protestantismo y las formas monásticas. Los capítulos varían en amplitud temática, con breves digresiones o «barras laterales» que enfatizan temas específicos. Se proporciona un índice, con notas y bibliografías proporcionadas con cada capítulo.
El crítico Gordon W. Lathrop consideró el libro «bellamente impreso». Junto al texto se incluyen imágenes que incluyen fotografías, bocetos y otras representaciones de obras de arte y vasos litúrgicos. Las citas ampliadas de fuentes primarias y secundarias, incluidos textos litúrgicos y escritos contemporáneos, estaban delimitadas por texto sobre un fondo «grisáceo» y un borde oscuro.
Los académicos Geoffrey Wainwright (ministro de la Iglesia metodista británica ) y Karen B. Westerfield Tucker (ministra de la Iglesia metodista unida) editaron el volumen. Wainwright proporcionó una introducción que enfatizaba las Escrituras y la teología, mientras que Westerfield Tucker escribió el capítulo «Mujeres en la adoración». Los dos fueron coautores de la conclusión del libro, «Retrospect and Prospect».

## Recepción de la crítica
Gordon W. Lathrop, pastor de la Iglesia evangélica luterana en los Estados Unidos y educador en el Seminario Teológico Luterano de Filadelfia, revisó The Oxford History of Christian Worship para Theology Today. Lo consideró un volumen representativo de textos contemporáneos sobre historia litúrgica escritos por varias personas. Lathrop comparó el libro de Oxford con Christian Liturgy: Catholic and Evangelical de Frank Senn de 1997, señalando que el libro de Senn se beneficia de la coherencia interna y la fuerte organización a expensas de presentar únicamente la perspectiva de un único autor. Lathrop, considerando The Oxford History of Christian Worship «con diferencia, el mejor ejemplo en lengua inglesa» de una historia litúrgica de varios autores, descubrió que la repetición y las diferencias en las interpretaciones entre autores eran inevitables.
En una reseña para The Catholic Historical Review, Kevin W. Irwin consideró que The Oxford History of Christian Worship «valió su precio (comparativamente) modesto y merece ser consultada tanto por especialistas como por no especialistas en los años venideros». Irwin encontró posiblemente deficiente la breve cobertura del culto monástico, al tiempo que sugirió que se podría haber eliminado cierta redundancia entre los capítulos. En particular, elogió a los autores por su consideración del contexto cultural e histórico al describir las prácticas de adoración.
La reseña de Richard A. Rosengarten para Church History evaluó los capítulos como a veces más o menos exitosos, pero elogió la profundidad y claridad del contenido proporcionado por los editores y colaboradores. También elogió las reproducciones a todo color de algunas obras de arte. Si bien finalmente aprobó The Oxford History of Christian Worship como obra de referencia, Rosengarten consideró que había limitaciones en el compromiso académico entre los desarrollos recientes en los estudios religiosos y el fracaso en rechazar explícitamente «la dicotomía de lo normativo y lo descriptivo».